# The Terminator (jeu vidéo, 1992)
Ne doit pas être confondu avec The Terminator (jeu vidéo, 1990).
 (octobre 2019).
Si vous disposez d'ouvrages ou d'articles de référence ou si vous connaissez des sites web de qualité traitant du thème abordé ici, merci de compléter l'article en donnant les références utiles à sa vérifiabilité et en les liant à la section « Notes et références ».
The Terminator est un jeu vidéo d'action sorti en 1992 (1993 pour Mega-CD) sur Super Nintendo, Game Gear, Mega Drive, Mega-CD et Master System. Le jeu a été développé par Probe Software et édité par Virgin Interactive. Virgin Interactive a également développé la version Mega-CD en raison des mauvaises critiques sur les versions Mega Drive, Master System et Game gear sorties un an plus tôt. Il est basé sur le film Terminator.